# Ponte do Infante
Die Ponte Infante Dom Henrique, allgemein nur Ponte do Infante genannt, ist eine Straßenbrücke über den Douro zwischen der Altstadt von Porto und Vila Nova de Gaia.
Sie ist benannt nach Infante Dom Henrique de Avis, besser bekannt als Heinrich der Seefahrer, der in Porto geboren wurde.
Sie steht bei der historischen Altstadt rund 650 m oberhalb der 1886 eingeweihten Ponte Dom Luís I, deren obere Fahrbahnebene seit 2004 den Stadtbahnzügen der Metro do Porto vorbehalten ist. Etwa 400 m weiter flussaufwärts steht die Ponte Maria Pia, die von Gustave Eiffel gebaute und 1877 eröffnete schmiedeeiserne Bogenbrücke.
Sie wurde 2003 eingeweiht und ist damit die jüngste der Brücken über den Douro in Porto.

## Beschreibung
Die Ponte do Infante ist die wichtigste Straßenbrücke im Zentrum Portos. Sie ist 371 lang und 20 m breit. Mit einer Stützweite von 280 m ist sie die weitestgespannte Brücke in Porto, was damit zusammenhängt, dass sich die Widerlager ihres sehr flachen Bogens hoch oben am Steilufer befinden und der Bogen den Douro ohne Pfeiler überspannt. Er hat eine Pfeilhöhe von 25 m und damit ein Pfeilverhältnis von 1:11,2.
Ihr aufgeständerter, in Längsrichtung leicht nach oben gewölbter Fahrbahnträger hat vier Fahrspuren und beidseits einen Gehweg. Die Fahrbahn ist in der Mitte und an beiden Seiten von niedrigen Betonbarrieren eingefasst. An die eigentliche Brücke schließt sich auf der nördlichen Seite die 31,5 m lange Überführung eines Weges entlang des Hochufers an.

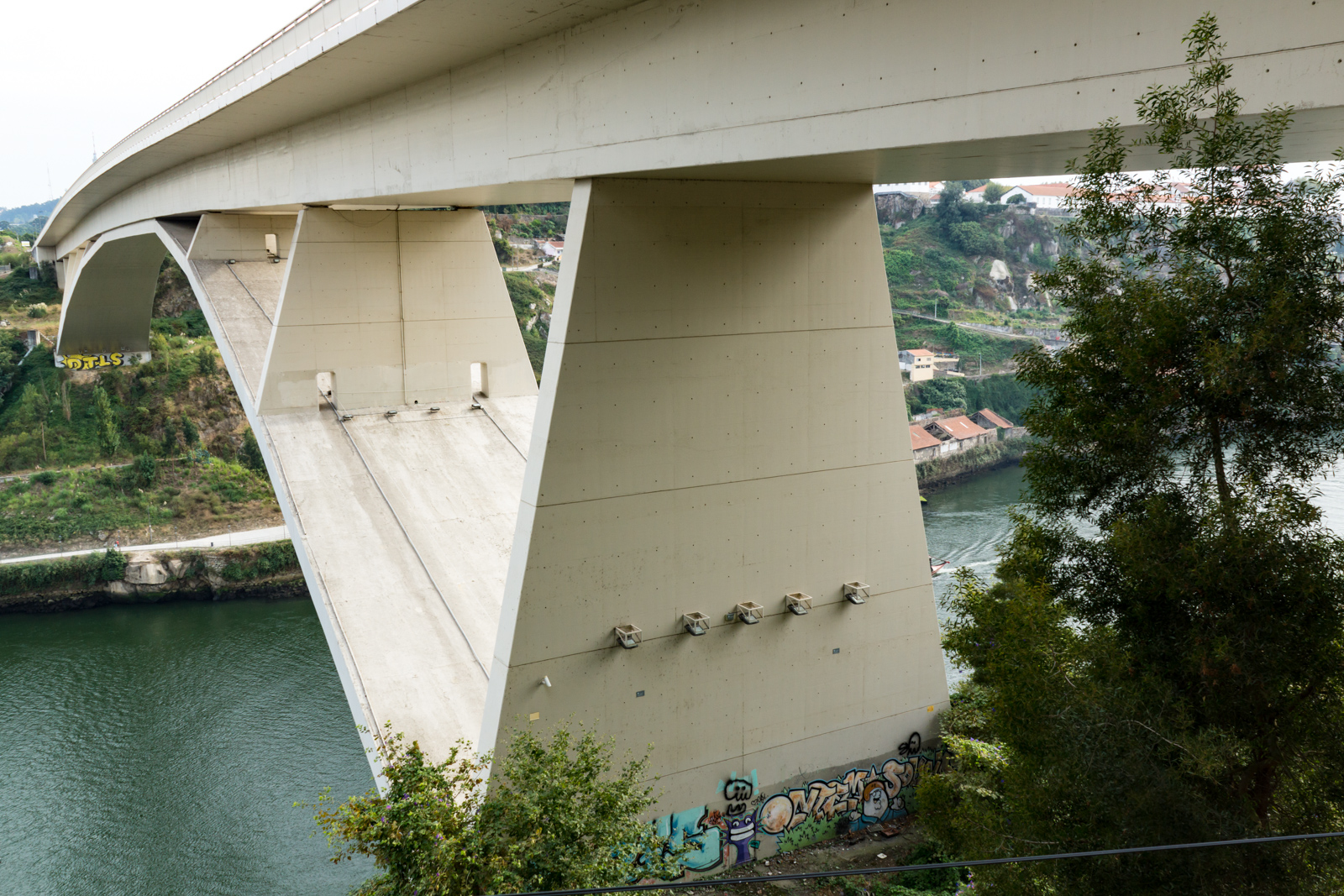

Ihr Fahrbahnträger besteht aus einem rechteckigen, einzelligen Spannbeton-Hohlkasten mit einer anscheinend gleichbleibenden Höhe von 4,50 m und einer auskragenden Fahrbahnplatte. Der Stahlbetonbogen ist gleichbleibend 1,50 m dick und im Scheitel ebenso breit wie der Hohlkasten. Seine Breite nimmt aber linear bis auf 20 m an den Kämpfern zu, was an den trapezförmigen Scheiben deutlich sichtbar wird, mit denen der Hohlkasten aufgeständert wird. In den zentralen 70 m vereinigt sich der Bogen mit dem Hohlkasten zu einem einheitlichen 6 m hohen Hohlkasten. Ein Einkerbung an den Seiten vermittelt den Eindruck, dass sowohl der Fahrbahnträger als auch der Bogen selbständig durchlaufende Konstruktionselemente seien.
Die Brücke wurde im Freivorbau von beiden Seiten des Flusses her gebaut. Auf jeder Seite wurde nach den ersten 35 m ein provisorischer Pfeiler zur Unterstützung des Bogens aufgestellt. Die Abspannung erfolgte nicht über provisorische Türme, sondern durch diagonale Spanndrähte zwischen Hohlkasten, Bogen und Widerlagern. Der Hohlkasten hatte einen Vorlauf gegenüber dem „angehängten“ Bogen,  ein Verfahren, das zuvor nur einmal angewandt wurde. Die millimetergenaue Justierung der Höhe der provisorischen Türme und der Abspannungen entsprechend den sich mit dem Baufortschritt ändernden Lasten wurden mit verschiedenen Computerprogrammen und einer Vielzahl von Sensoren reguliert.
Die Bauarbeiten wurden in der Zeit zwischen 1999 und Oktober 2002 durchgeführt. Im März 2003 wurde die Brücke eingeweiht.